# Nyassoidea
Nyassoidea zijn een uitgestorven superfamilie van tweekleppigen uit de orde Actinodontida.

## Taxaonmie
De volgende familie is bij de superfamilie ingedeeld:
- † Nyassidae S. A. Miller, 1877